# Delphinium altissimum
Delphinium altissimum là một loài thực vật có hoa trong họ Mao lương. Loài này được Wall. mô tả khoa học đầu tiên năm 1831.